# 我妻建治
我妻 建治（あがつま けんじ、1933年2月11日 - 2022年10月25日）は、日本の歴史学者。第9代学校法人成城学園学園長、第13代成城大学学長、成城大学名誉教授。白石城調査指導委員会委員長、NHK放送研修センター評議員等も務めた。

## 人物・経歴
宮城県白石市生まれ。宮城県白石高等学校を経て、東北大学卒業。1982年『神皇正統記論考』で東北大学文学博士の学位を取得。
成城大学文芸学部教授、成城大学民俗学研究所主事、成城大学文芸学部長等を経て、2001年から2007年まで第13代成城大学学長、2003年から2007年まで学校法人成城学園学園長。白石城調査指導委員会委員長や、財団法人NHK放送研修センター評議員等も務めた。2008年秋の叙勲で瑞宝中綬章受章。
2022年10月25日、慢性腎不全のため死去。89歳没。

## 著書
- 『神皇正統記論考』吉川弘文館 1979年
- 『よみがえる白石城 : 名高き「伊達の先陣」片倉氏十一代が守護した堅城』（平井聖, 八木清勝と共著）碧水社 1995年